# Zizula escalantiana
Zizula escalantiana är en fjärilsart som beskrevs av Descimon et al. 1973. Zizula escalantiana ingår i släktet Zizula och familjen juvelvingar. Inga underarter finns listade i Catalogue of Life.